# Anne Jacques François Cousteau de Labarrère
Anne Jacques François Cousteau de Labarrère, né le 30 septembre 1729 à Pecqueuse (Essonne), mort le 15 novembre 1802 à Paris, est un général français de la Révolution française.

## États de service
Il entre en service en 1747, il sert en Allemagne, et à Belle-Île-en-Mer en 1787. Il est nommé colonel, directeur de l’ingénierie à Cambrai en 1791, puis au Havre en 1792.
Il est promu général de brigade du génie le 13 octobre 1794, inspecteur général aux fortifications à l’armée du Nord.
Il prend sa retraite le 21 janvier 1800.
Il meurt le 15 novembre 1802, à Paris.